# Záriečie
Záriečie (in ungherese Felsőzáros) è un comune della Slovacchia facente parte del distretto di Púchov, nella regione di Trenčín.